# Matthias Casper
Matthias Casper (* 23. Dezember 1965 in Hamburg) ist ein deutscher Ökonom, Jurist und Hochschullehrer an der Universität Münster.

## Werdegang
Von 1985 bis 1992 studierte Casper zunächst parallel zum Wehrdienst und einer Berufsausbildung zum Bankkaufmann Wirtschaftswissenschaften an der Fernuniversität Hagen, das Studium schloss er 1992 als Dipl.-Ökonom ab. Von 1989 bis 1993 absolvierte er ein Studium der Rechtswissenschaften an der Ruprecht-Karls-Universität Heidelberg und an der University of Cambridge. Nach dem ersten Staatsexamen 1993 und dem zweiten Staatsexamen 1995 war er von 1995 bis 2001 wissenschaftlicher Assistent am Institut für deutsches und europäisches Gesellschafts- und Wirtschaftsrecht (Lehrstuhl Peter Ulmer).
1998 erfolgte die Promotion in Heidelberg mit der Dissertation Die Heilung nichtiger Beschlüsse im Kapitalgesellschaftsrecht. In den Jahren 2001/2002 erhielt Casper ein Habilitationsstipendium der Deutschen Forschungsgemeinschaft. Im Juli 2002 erfolgte die Habilitation durch die Juristische Fakultät der Ruprecht-Karls-Universität Heidelberg mit einer Arbeit über Optionsverträge. Sie erteilte ihm die Lehrbefugnis für die Fächer Bürgerliches Recht, Handels-, Gesellschafts- und Kapitalmarktrecht sowie Wirtschaftsrecht.
Nach zwei Lehrstuhlvertretungen in Heidelberg und Münster ist er seit dem Wintersemester 2003/2004 Inhaber des Lehrstuhls für Bürgerliches Recht, Gesellschafts-, Bank- und Kapitalmarktrecht an der Universität Münster. Dort war er zunächst Direktor der Abteilung I des Instituts für Arbeits-, Sozial und Wirtschaftsrecht; seit 2010 ist er Direktor des Instituts für Unternehmens- und Kapitalmarktrecht sowie ferner Leiter der Forschungsstelle Bankrecht. Seit 2009 ist er Mitglied im Exzellenzcluster Religion and Politics in Pre-Modern and Modern Cultures und leitet dort ein Projekt zum Islamic Finance. Einen Ruf an die Johannes Gutenberg-Universität Mainz 2009 sowie einen weiteren Ruf an die Rheinische Friedrich-Wilhelms-Universität Bonn 2012 lehnte Casper ab.
Casper ist verheiratet und hat drei Kinder. Er ist ein Neffe des ehemaligen Präsidenten der Stanford University, Gerhard Casper.

## Forschungsschwerpunkte
Caspers Forschungsschwerpunkte liegen im Gesellschaftsrecht (vor allem im GmbH- und Aktienrecht), im Bankrecht (insbesondere im Bereich des Zahlungsverkehrs und des Wechsel- und Scheckrechts) sowie im Kapitalmarktrecht. Außerdem beschäftigt er sich mit islamkonformen Finanzierungsformen (Islamic Finance). Casper ist zudem Mitherausgeber der Zeitschrift für Bankrecht und Bankwirtschaft (ZBB) sowie des German Law Journal.

## Veröffentlichungen (Auswahl)
- Casper: Heilung nichtiger Beschlüsse im Kapitalgesellschaftsrecht, 1998
- Casper: Der Optionsvertrag, 2005
- Baumbach/Hefermehl/Casper: Wechselgesetz, Scheckgesetz, Kartenzahlungen, 23. Aufl. 2007
- Casper/Janssen/Pohlmann/Schulze: Auf dem Weg zur europäischen Sammelklage?, 2009
- du Plessis/Großfeld/Luttermann/Saenger/Sandrock/Casper: German Corporate Governance in International and European Context, 2. Aufl. 2011
- Casper/Oberauer/Wittreck: Was vom Wucher übrigbleibt – Zinsverbote im historischen und interkulturellen Vergleich, 2014
- Casper/Reuter/Gabriel: Die Kapitalismuskritik im Christentum – Positionen und Diskurse in der Weimarer Republik und der frühen Bundesrepublik, 2016